# نذر بی‌بی
نذر بی بی نام فیلمی به تهیه‌کنندگی و کارگردانی محمد کریمی است که در سال ۱۴۰۳ ساخته شده است.

## داستان فیلم
نذر بی‌بی قصه دو پهلوان را به تصویر می‌کشد که در آستانه شب‌های قدر مشکلی بین آنان رخ می‌دهد... اهالی محل برای آشتی‌کنان وارد میدان می‌شوند تا اینکه اتفاقات جدیدی رقم می‌خورد.

## بازیگران
- مهرداد ضیایی
- جلیل فرجاد
- رحمان مقدم
- مهری آل آقا